# Georg Herwegh
Georg Friedrich Rudolph Theodor Herwegh (ur. 31 maja 1817 w Stuttgarcie, zm. 7 kwietnia 1875 w Lichtental, obecnie część Baden-Baden) – socjalistyczno-rewolucyjny pisarz niemiecki okresu przedmarcowego w Niemczech. Obok Georga Weertha uznawany za jednego z najważniejszych pisarzy niemieckiego proletariatu w XIX wieku.

## Dzieła
- Gedichte eines Lebendigen, tom 1, 1841
- 21 Bogen aus der Schweiz, 1843
- Gedichte eines Lebendigen, tom 2, 1844
- Zwei Preußenlieder, 1848
- Viertägige Irr- und Wanderfahrt mit der Pariser deutsch-demokratischen Legion in Deutschland und deren Ende durch die Württemberger bei Dossenbach 1850
- Die Schillerfeier in Zürich, 1860
- Neue Gedichte, 1877

## Opracowania
- Ulrich Enzensberger: Herwegh. Ein Heldenleben. (= Die Andere Bibliothek; Band 173). Eichborn, Frankfurt am Main 1999
- Alfred Georg Frei, Kurt Hochstuhl: Wegbereiter der Demokratie. Die badische Revolution 1848/49. Der Traum von der Freiheit, Verlag G. Braun, Karlsruhe 1997
- Michail Krausnick: Die eiserne Lerche. Die Lebensgeschichte des Georg Herwegh. Beltz und Gelberg, Weinheim 1993
- Peter Hasubek: Vom Biedermeier zum Vormärz. Arbeiten zur deutschen Literatur zwischen 1820 und 1850. Lang, Frankfurt am Main u.a. 1996
- Schmitz, Walter: Das lyrische Werk von Georg Herwegh. In: Jens, Walter (Hg): Kindlers Neues Literatur-Lexikon. Das 23-bändige Werk auf CD-ROM. München 2000.
- Riha, Karl: Kritik, Satire, Parodie. Georg Herwegh – in rezeptionsgeschichtlicher Sicht. Opladen 1992.
- Kaiser, Bruno (Hg.): Der Freiheit eine Gasse. Aus dem Leben und Werk Georg Herweghs. Berlin 1948.
- Kaiser, Bruno: Georg Herwegh. Frühe Publikation 1837 – 1841. Glashütten in Taurus 1971.
- Fellrath, Ingo: Georg Herwegh – Emma Herwegh: Vive la République! In: Freitag, Sabine (Hg): Die Achtundvierziger. Lebensbilder aus der deutschen Revolution 1848 / 49. München 1998.